# Едвард Брук
Едвард Вільям Брук III (англ. Edward William Brooke III; нар. 26 жовтня 1919, Вашингтон — пом. 3 січня 2015, Корал-Ґейблз, Флорида) — американський юрист і політик з Республіканської партії. Коли він був обраний до Конгресу у 1966 році, перемігши демократа Ендікот Пібоді, він став першим афроамериканцем обраним до Сенату США. 
У 1941 році закінчив Говардський університет, а потім взяв участь у Другій світовій війні. Після війни закінчив Школу права Бостонського університету (1948).
Він був генеральним прокурором штату Массачусетс з 1963 по 1967 і членом Сенату США з 1967 по 1979. Брук був обраний у 1966 році з 58% голосів, переобраний у 1972 році (62%). Під час свого другого терміну він пройшов через розлучення і втратив підтримку виборців. Коли він йшов на третій термін, він отримав 41% голосів проти 55% демократа Пола Цонгаса.
Був нагороджений Президентською медаллю Свободи (2004).

## Життєпис
Брук народився в чорношкірій родині середнього класу, виріс у Вашингтоні, округ Колумбія. Після навчання в Говардському університеті він закінчив Школу права Бостонського університету в 1948 році, після служби в армії США під час Другої світової війни. З 1950 року він почав займатися політикою, коли балотувався на місце в Палаті представників штату Массачусетс. Після роботи в якості голови Бостонської фінансової комісії, Брук був обраний генеральним прокурором у 1962 році, ставши першим афроамериканцем, обраним генеральним прокурором штату.